# 2030-talet
2030-talet kommer att bli ett decennium som startar 1 januari 2030 och slutar 31 december 2039.

## Händelser
- 2030
  - Världsmästerskapet i fotboll för herrar firar 100-årsjubileum.
- 2032
  - 13 november – Merkuriuspassage.
- 2033 
  - 18 maj – Jorden passerar den 170 meter stora asteroiden 1996 JA1. Inget tyder på att det finns någon risk för kollision.
- 2036
  - 13 april – Asteroiden Apophis riskerar att kollidera med jorden.
- 2038 
  - 5 januari – En solförmörkelse kan ses i Karibien, Atlanten och västra Afrika.
  - 19 januari – År 2038-problemet: hur tiden behandlas i datorer blir åter igen ett problem, likt det man trodde om År 2000-problemet. I Unixliknande operativsystem räcker 32 bitar inte längre till, utan klockan i en del system kan slå om till 1901.
  - 25 april – Påsken inträffar på det sista möjliga datumet. Sist detta hände var år 1943.
  - 2 juli – En solförmörkelse kan ses i norra Sydamerika, Atlanten och Afrika.
  - 26 december – En total solförmörkelse kan ses i Australien och Nya Zeeland.
- 2039
  - 7 november – Merkuriuspassage.